# Real Automóvil Club de Cataluña
El Real Automóvil Club de Cataluña (RACC) es un club de automovilistas constituido en 1906 que cuenta con alrededor de 800.000 de socios, hecho que lo convierte en el más grande de España y en una organización de referencia internacional en el ámbito de la movilidad. La entidad fue creada como Automóvil Club Barcelona el 1903 y cambió su nombre por el actual el 20 de septiembre de 1906. Actualmente su sede radica en la avenida Diagonal de Barcelona y su presidente es, desde el 1 de julio de 2015, Josep Mateu.
Desde un buen comienzo, el RACC ha desarrollado su actividad dentro de dos campos complementarios: por un lado, ofrece todo tipo de servicios a sus socios (como por ejemplo seguros, asistencia en carretera, autoescuelas, agencia de viajes y compra de vehículos) y por otro lado, actúa como entidad deportiva organizando competiciones de automovilismo y promocionando a todo tipo de pilotos, tanto de automóvil como de motocicleta. Finalmente, la entidad lleva a cabo una intensa actividad en pro de la seguridad viaria por medio de la Fundación RACC, creada el 1994; esta fundación, además, se encarga de conservar el patrimonio histórico y cultural del automovilismo en Cataluña.

## Historia

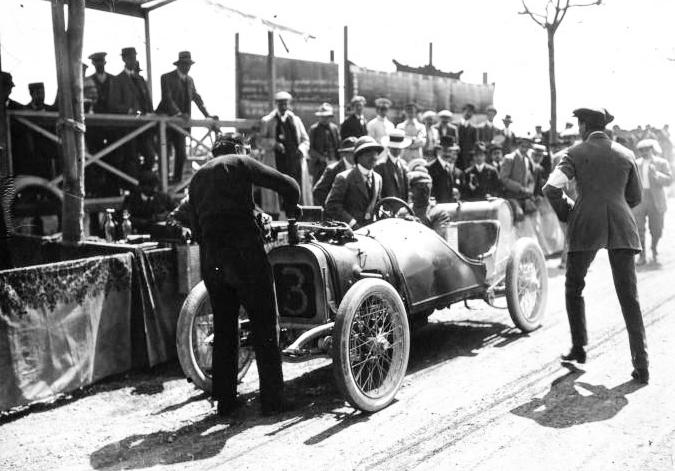
Imagen de la II Copa Cataluña (1909), organizada por el RACC

Siguiendo el ejemplo otros países, en 1903 se constituye en Barcelona el Automóvil Club Barcelona, con el fin de defender los intereses de un colectivo en expansión en la época, el de los automovilistas. Cada uno de los siete socios fundadores (Enric Cera, Ramon Casas, Josep Suitas, Joan Ponsa, Joan Reynes, Josep Bertrand y Marcel·lí Jorba)  aporta 190,90 pesetas. Como curiosidad, hay que decir que Ramon Casas creó varios carteles para las numerosas carreras que organizaba el RACC durante su etapa inicial. Solo tres años después, en 1906, el club ya tenía actividad en toda Cataluña y, aprovechando que el 20 de septiembre de aquel año Alfonso XIII le otorgó el honor de denominarse «Real», la entidad se rebautizó como Real Automóvil Club de Cataluña, nombre que ha mantenido hasta la actualidad excepto en la etapa republicana, en que se denominó Automóvil Club de Cataluña (ACC).
En 1908, el club organizó la primera Copa Cataluña de automovilismo, la primera carrera en circuito de España. Fue un acontecimiento internacional y  participaron los mejores especialistas de la época. Más tarde, el RACC comienza una etapa de colaboración regular con el Moto Club Deportivo Barcelona (antecesor del Real Moto Club de Cataluña, RMCC), empezando con la Copa Tibidabo el 24 de mayo de 1914 (la primera subida en el Tibidabo que se hizo, por la Avenida del Tibidabo). El 1916, el RACC convoca la I Vuelta a Cataluña automovilística, iniciando así un interés de los rallys que culmina el 1929 con el Gran Rally Internacional, celebrado con motivo de la Exposición Internacional de Barcelona, que cuenta con 25 equipos en esta ciudad y otros muchos salidos de 18 ciudades europeas. Pocos años después, se hacen las primeras carreras en el circuito de Montjuic.
Durante años, antes de la creación de la Federación Catalana de Automovilismo en 1940, el RACC actuó como tal por delegación de la española. Además, entre 1940 y 1957 el cargo de presidente de la federación catalana tuvo asociado el de presidente del Real Automóvil Club de Cataluña.

### Actividad deportiva
A lo largo de su historia, el RACC ha organizado numerosas pruebas de gran prestigio. Además de las ya mencionadas, cabe destacar las siguientes:
- Subida al Puig Major

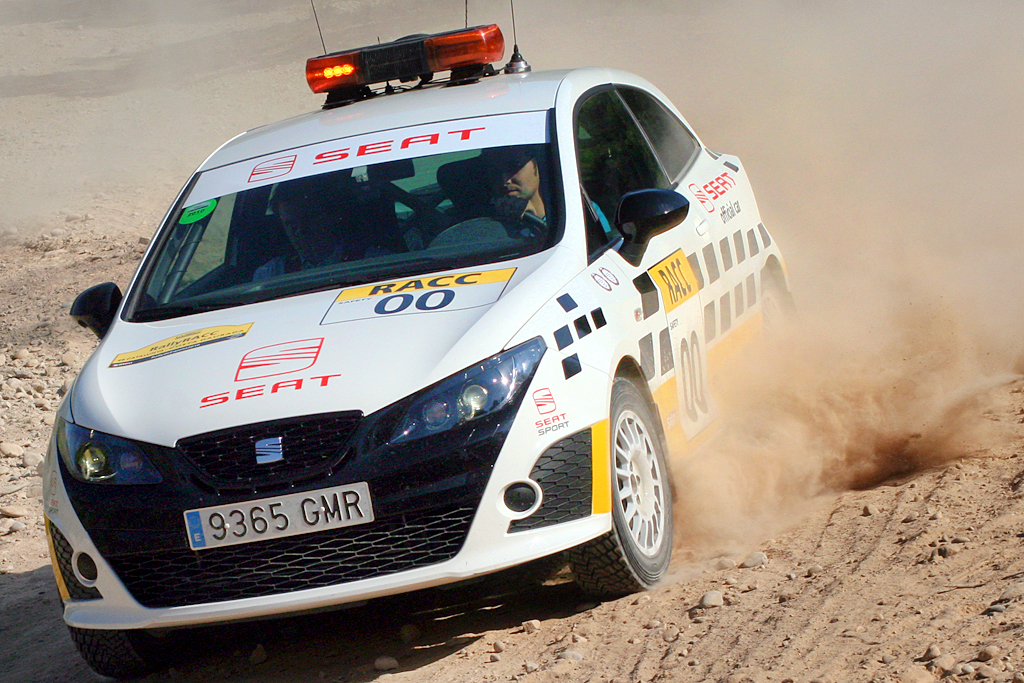
Un Seat Ibiza del RACC, haciendo de coche cero en el Rally de Cataluña de 2010

- Gran Premio de Barcelona de automovilismo (Fórmula 2 y Fórmula 3)
- Rally de Cataluña
- Rally Costa Brava
- Critèrium Montseny-Guilleries
- Baja Aragón (1988 - 1990)

Además, el RACC ha llevado a Cataluña acontecimientos internacionales de primer orden:
- Fórmula 3 (1965)
- Fórmula 2 (1966)
- Campeonato de Europa de Montaña (1967), con la célebre Subida al Montseny
- Fórmula 1 (1969). Aquel año, la International Racing Press Association (IRPA) libró al RACC su "Premio Naranja", que lo acreditaba como mejor organizador mundial de Grandes Premios de Fórmula 1 de la temporada

Finalmente, la intensa actividad del club hacia los deportes del motor se ha visto reflejada en estos ámbitos:
- Apoyo continuado al circuito de Calafat
- Impulso y construcción del circuito de Cataluña
- Trofeos de Promoción (Volando Racc, Trofeo FAE, Copa Conti, Open Racc y otros)[5]
- Apoyo a pilotos de alto nivel, tanto de automovilismo como de motociclismo. Entre otros muchos, hay que mencionar Antoni Zanini, Salvador Cañellas, Salvador Servià, Sito Pons, Àlex Crivillé, Joan Chaparral, Carles Cardús, Luis Pérez-Sala, Fermí Vélez, Josep Bassas, Marc Gené, Marc Coma y Laia Sanz.[6][7]

En este punto, hay que destacar el trabajo hecho por la entidad durante años en pro del motociclismo de velocidad español, especialmente desde la década de 1990 cuando, bajo el impulso y dirección de Joan Moreta (miembro de la junta directiva del club y dirigente de las federaciones catalana y española de motociclismo), el RACC potenció el deporte de base y posibilitó el surgimiento de toda una generación de campeones del mundo, entre ellos Toni Elías, Jorge Lorenzo, los hermanos Espargaró (Pol y Aleix), Maverick Viñales y los hermanos Márquez (Marc y Álex).

## Lista de presidentes

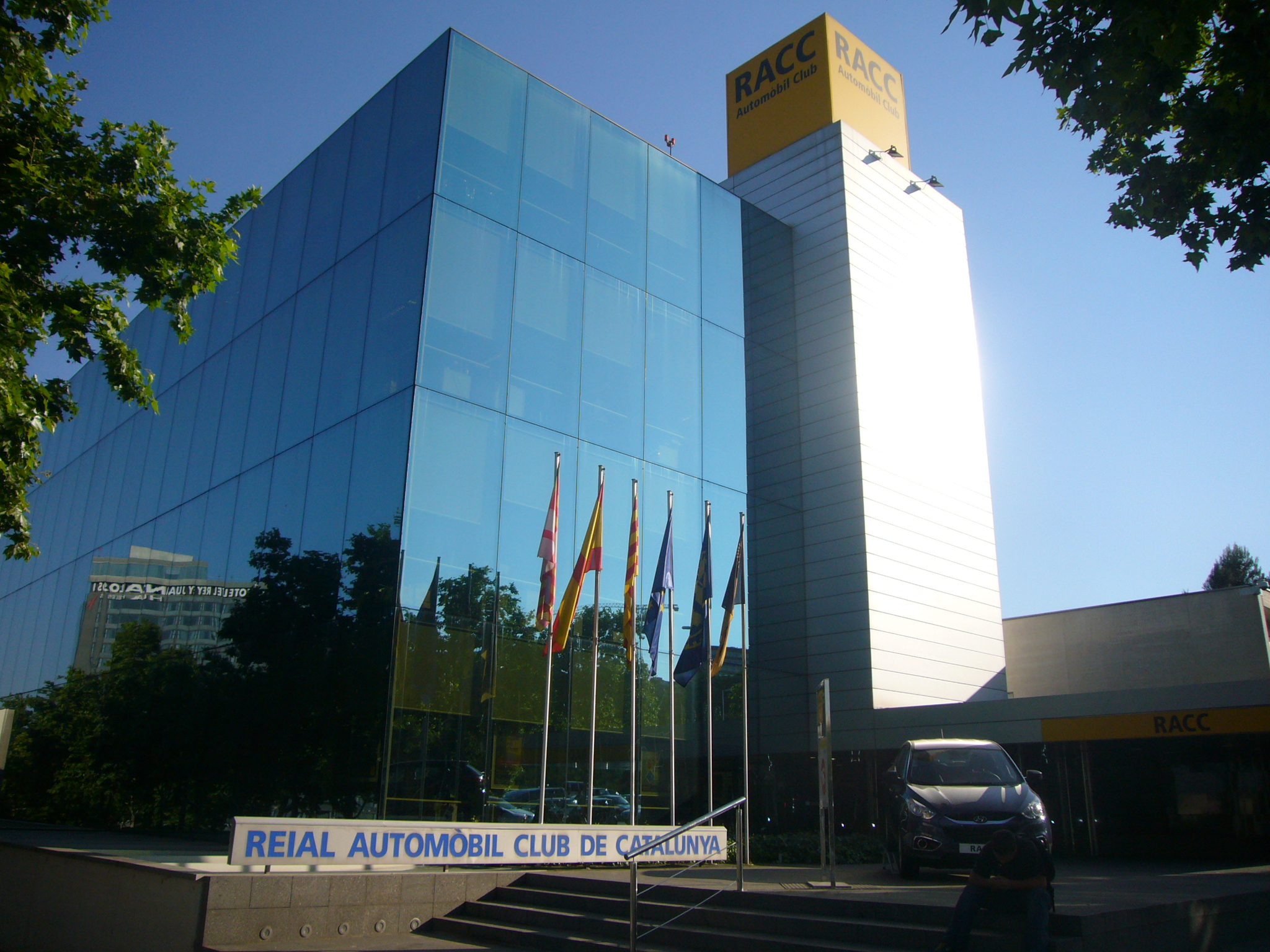
Sede central del RACC, en la avenida Diagonal de Barcelona

A continuación, se detalla la lista de presidentes del RACC desde su fundación:

### Hasta 1939
- Enric Cera Buixeda (1906)
- Luciera F. Baixeras Spiell (1906 - 1908)
- Salvador de Samà y Torrents
- Maties Muntadas y Rovira
- Francisco Fábregas Mas (1913 - 1918)
- Josep Bertrand Salsas (1918 - 1922)
- Eusebio López y Díaz de Quijano (1922 - 1926)
- Enric Cera Buixeda (1926 - 1929)
- Eusebio López y Díaz de Quijano (1929 - 1933)
- Josep Suñol i Garriga (1933 - 1934)
- Salvi Iborra y Guillemot (1934 - 1936)

### Desde 1939
- Francisco Quintana Ylzarbe (1940 - 1957)
- Salvador Fàbregas Bas (1957 - 1985)
- Sebastián Salvadó Plandiura (1985 - 2015)
- Josep Mateu Negre (2015 - actualidad)

## Servicios
A comienzos de la década de 1990, el RACC tenía 260.000 afiliados y ya era la primera entidad automovilística del España de tipo asociativo. Veinticinco años más tarde, el número de socios rodea los 800.000. La entidad innova continuamente aportando soluciones tecnológicas y humanas que le permitan dar asistencia a sus socios siempre y en todo el mundo. Por medio de la tarea de investigación y divulgación de la Fundación RACC, además, trabaja en el fomento de una movilidad segura y respetuosa con el medio ambiente.
El RACC publica y envía trimestralmente a sus socios La Revista del RACC, una publicación que cuenta con numerosa información sobre movilidad, motor, viajes, ocio y otros, además de informaciones diversas sobre ventajas y promociones para socios. 
Finalmente, desde comienzos de la década de 2010, el RACC ofrece un servicio propio de telefonía móvil.